# Sokołówka (szczyt)
Sokołówka (853 m n.p.m.) – szczyt w Grupie Magurki Wilkowickiej w Beskidzie Małym. Znajduje się w głównym grzbiecie tej grupy, pomiędzy Magurką Wilkowicką (909 m) i przełęczą Przegibek (663 m).
Sokołówka jest porośnięta lasem. Zachodnie jej zbocza trawersuje szeroka leśna droga, odcinkiem której poprowadzono niebieski szlak pieszy z przełęczy Przegibek na Magurkę Wilkowicką. Z wiatrołomów poniżej drogi dobry widok na dolinę Małej Straconki i miasto Bielsko-Biała. Na pierwszym planie szczyt Łysej Góry, za nim w oddali horyzont zamykają odlegle szczyty Beskidu Śląskiego: Magura, Klimczok i Szyndzielnia. W punkcie widokowym ustawiono dla turystów ławki. Wschodnimi stokami biegnie niebieski szlak narciarski.
Grzbietem Sokołówki biegnie granica między wydzielonym obszarem leśnym w granicach wsi Wilkowice w powiecie bielskim (stok północno-zachodni), a wsią Międzybrodzie Bialskie w powiecie żywieckim (stok południowo-wschodni).
Szlak turystyczny
 przełęcz Przegibek – Sokołówka = Magurka Wilkowicka Czas przejścia: 50 min, 25 min